# 4 Korpus Kawalerii (ZSRR)
4 Korpus Kawalerii (ros. 4-й кавалерийский корпус) – oddział kawalerii Armii Czerwonej, formowany dwukrotnie, uczestniczył w działaniach bojowych w czasie II wojny światowej.
4 Korpus Kawalerii (4 KKaw.) powstał w czerwcu 1938 przez przeformowanie 1 Korpusu Kawalerii Czerwonych Kozaków. Od 17 września 1939 wraz z wojskami III Rzeszy i Słowacji 4 KKaw. dowodzony przez komdiwa Riabyszewa brał udział w kampanii wrześniowej w składzie 12 Armii.
W lipcu 1940 na bazie 4 KKaw. utworzono 8 Korpus Zmechanizowany.
Kolejne formowanie 4 Korpusu Kawalerii ukończono 18 marca 1941. W sierpniu 1941 brał udział wraz z wojskami brytyjskim w agresji na Iran. Następnie uczestniczył w obronie Stalingradu. Około 60% żołnierzy 4 KKaw. stanowili: Kazachowie, Kirgizi, Uzbecy, Tadżycy i Turkmeni. Rozwiązanie 4 KKaw. nastąpiło w maju 1943, na mocy rozkazu nr 46134 z 27 kwietnia 1943.

## Dowództwo korpusu
Dowódcy:
- komdiw Dmitrij Riabyszew ( w czasie kampanii wrześniowej)[1]
- gen. por Timofiej Szapkin (17.01.1941 - 22.03.1943)
- płk Iwan Murow (00.03.1942 - 00.10.1942)
- gen. mjr Michaił Malejew (25.03.1943 - 04.06.1943)[2].

Szefowie sztabu:
- kombrig Aleksandr Martianow[1].
- ppłk Siergiej Szewczuk (1942 - 1943)[2].

## Struktura organizacyjna
Skład we wrześniu 1939:
- 32 Smoleńska Dywizja Kawalerii
- 34 Dywizja Kawalerii

Skład w 1941:
- 61 Dywizja Kawalerii
- 81 Dywizja Kawalerii
- 97 Dywizja Kawalerii